# Раджараджа Нарендра
Раджараджа I Нарендра (д/н—1061) — магараджа держави Східних Чалук'їв у 1019—1061 роках. Відомий також як Вішну-вардхан VIII.

## Життєпис
Син магараджи Вімаладітьї і Кундаві (доньки паракесарі Раджараджа Чола I). Після смерті батька близько 1019 року вступив у протистояння за владу зі зведеним братом Віджаядітьєю VII. Останнього підтримав Джаясімха II, магараджахіраджа Західних Чалук'їв, відновивши тим самим протистояння з Чола завплив на державу Східних Чалук'їв, що тягнулося з 973 року. Раджараджа I зазнав поразки втратив владу і втік до Чола. Тут отримав допомогу від паракесарі Раджендри Чола I (свого тестя), який 1021 року завдав поразки Західним Чалук'ям, а 1022 року коронував Раджараджу I Нарендру.
Протягом панування залишався вірним союзником і фактично васалом Чола. Приділяв увагу відродженню господарства, підтримував поетів та мистецтво. Перетворив містечко Раджахмахендраварам на нову столицю, яке стало швидко розвиватися. Дозволив шудрам служити у війську та обіймати високі посади. Активно підтримував шиваїзм.
1031 року війська Західних Чалук'їв знову повалили Раджараджу I Нарендру, поставивши на трон його зведеного брата. У відповідь війська Чоли рушили на допомогу Раджараджи Нарендрі, зрештою перемігши ворога у битві при Каліданді й у 1035 році відновили владу Раджараджи Нарендри.
1042 року новий західночалукський магараджахіраджа Сомешвара I знову виступив проти Раджараджи I Нарендри, але той за допомогою Чола завдав поразки супротивникові. Спільні війська Чола і Східних Чалук'їв захопили ворожу столицю — Кальяні. Втім у 1046 році почалася нова війна з Західними Чалук'ями. За підтримки військ паракесарі Раджадхіраджи Чола I вдалося завдати супротивнику поразки у битві при Даннаді біля річки Крішна.
1050 року виступив на боці Чола у новій війні проти Сомешвари I, втім 1054 року в битві при Коппамі союзники зазнали поразки. Війна тривала до 1059 року. Помер Раджараджа Нарендра 1061 року, після чого Сомешвара I поставив на трон Східних Чалук'їв Шакті-вармана II (сина Віджаядітьї VI).